# Kolonia Górna-Młodzawy
Kolonia Górna-Młodzawy – osiedle administracyjne Skarżyska-Kamiennej, usytuowane w południowej części miasta.
Osiedle w dużej mierze pokrywa się ze dawniej samodzielnymi miejscowościami Górna Kolonia i Młodzawy, włączonymi w granice Skarżyska-Kamiennej w 1930 roku.

## Zasięg terytorialny
Osiedle obejmuje następujące ulice: Chałubińskiego; Ekonomii (parzyste); Jaracza; Legionów od nr 124 do końca (parzyste) i od nr 131 do końca (nieparzyste); Młodzawy; Juliusza Osterwy; Szkolna.